# Muskogee (Oklahoma)
Muskogee é uma cidade localizada no estado norte-americano de Oklahoma, no Condado de Muskogee.

## Demografia
Segundo o censo norte-americano de 2000, a sua população era de 38.310 habitantes.
Em 2006, foi estimada uma população de 40.004, um aumento de 1694 (4.4%).

## Geografia
De acordo com o United States Census Bureau tem uma área de
100,4 km², dos quais 96,7 km² cobertos por terra e 3,7 km² cobertos por água.

## Localidades na vizinhança
O diagrama seguinte representa as localidades num raio de 20 km ao redor de Muskogee.